# Muchulovití
Muchulovití (Nycteribiidae) je čeleď dvoukřídlého hmyzu náležící do podřádu krátkorozí (Brachycera). Muchulovití mají kosmopolitní rozšíření. Je známo přes 250 druhů, z toho 17 bylo zaznamenáno v Evropě a 8 druhů v Česku. Tuto čeleď popsal George Samouelle roku 1819. Společně s bodavkovitými (Glossinidae) – moucha tse-tse a čeleděmi Hippoboscidae a Streblidae patří muchulovití do jedné nadčeledi Hippoboscoidea.
Jedná se o drobné, dva až čtyři milimetry velké mušky, které nemají křídla. Vzhledem připomínají zástupce pavouků. Mají velmi tvrdé tělo, tudíž je téměř nemožné rozdrtit je prsty. Hlava má úzký tvar a v klidové poloze je položena na hrudi. Oči jsou zakrnělé či se nevyvinuly vůbec. Po celém tělé vyrůstají štětiny, kterými se muchulovití uchycují na hostitelích. Zástupci této čeledi žijí ektoparaziticky na netopýrech a živí se jejich krví. U některých druhů čeledi je výrazné vybírání si pouze jeden druh hostitele; například muchulovití druhu Nycteribia pedicularia parazitují na netopýrech náležících k rodu Myotis. Kukly jsou kladeny mezi netopýry, předchozí vývoj vajíček a larev probíhá v zadečku samic, kde jsou vyživovány výměšky zvláštních žláz.